# 크리스 팔리
크리스 팔리(Chris Farley, 1964년 2월 15일 ~ 1997년 12월 18일)는 미국의 배우, 각본가, 스턴트 배우, 가수, 댄서, 성우, 희극 배우, 텔레비전 배우이다.
매디슨에서 태어났으며 시카고에서 사망하였다. 사인은 과다복용이다.

## 영화
- 세터데이 나잇 라이브 인 더 '90s: 팝 컬처 네이션 (2007년) - 본인 역
- 새터데이 나이트 라이브: 더 베스트 오브 마이크 마이어스 (1998년) - 베어리어스 캐릭터스 역
- 덤 앤 더머 서부시대로 가다 (1998년)
- 못말리는 해결사 (1998년)
- 비버리 힐스 닌자 (1997년)
- 더블 플레이 (1996년)
- 크레이지 토미 보이 (1995년)
- 에어헤드 (1994년)
- 콘헤드 대소동 (1993년) - 로니 역
- 웨인즈 월드 2 (1993년) - 밀튼 역
- 웨인즈 월드 (1992년)
- 새터데이 나잇 라이브 (1975년)